# 穷鬼
穷鬼，是中国传说的一种妖怪，记载于山海经西山经。本身是骂人或自明之词。會「發窮惡」。它自己也怕討債，債主一上門，窮鬼和窮人一樣，都避之唯恐不及。传说常州有個窮漢死了，房子賣給一家有錢人。窮漢就變成了窮鬼。唐鍾馗平鬼傳也有穷鬼，是古代神话传说中送穷与驱確的对象，“穷鬼”传说在“疫鬼”后面，从“瘦鬼”衍生而来。从“疫鬼”衍生出“穷” ，还有语言上比附的原因。《大戴礼·帝系》云: “额项产穷蝉。”《史记·五帝纪》: “帝额项生子曰穷蝉。传说中穷鬼使人穷困，《鍾馗平鬼傳》也有登场穷鬼。

## 参看
- 中国妖怪列表
- 穷神